# クリステアーヌ・ジャコッテ
クリスティアーヌ・ジャコッテ（フランス語: Christiane Jaccottet、旧姓: Wachsmuth、1937年5月18日 - 1999年10月26日）は、スイスのチェンバロ奏者。ジャコテとも書く。

## 来歴
1937年5月18日スイス・ローザンヌの生まれ。1999年10月26日スイス・リヴァースで死去。ヨハン・セバスティアン・バッハをはじめとした多くの演奏を録音している。配偶者はピエール・ジャコッテ。Guy-Baptiste Jaccottetは孫。

## 人物
両親がヴァイオリニストの家庭に生まれ、4歳でピアノを学び始めた。ラ・ショー＝ド＝フォン音楽院、その後ウィーン国立音楽大学で学んだ。20歳のとき、ミュンヘンのARD・テレビジョンが主催するコンテストで優勝。彼女は、グスタフ・レオンハルトのもとで古楽器演奏の技巧を磨き、古楽器による作曲当時の演奏再現に貢献した。彼女はしばしば、貴重かつ歴史的な鍵盤楽器で演奏した。彼女のヨハン・セバスティアン・バッハのチェンバロ作品など多くは、安価なレーベルに収録されていたため、広く聴かれた。若い音楽愛好家にとって、これらの安価なレコードは作品の良さや解釈を知るのにとても役立った。

## 学業
- ラ・ショー＝ド＝フォン音楽院でピアノと音楽理論を学び、1952年2月に予科を卒業。
- 1954年7月7日に卒業した[3]。
- 1955年から1957年まで、ウィーン国立音楽大学で勉強を続けた。
- 1957年3月5日に卒業試験で「最優秀」を取得。
- 1961年グスタフ・レオンハルトの解釈コースを受講。

## 主な受賞歴
3つの賞を獲得している。
- 1958年：ARDミュンヘン国際音楽コンクールで優等賞
- 1964年：スイス音楽協会からのソリスト賞
- 1965年：ブルージュの第1回国際音楽コンクールにてチェンバロ部門賞と通奏低音部門賞

## 教育者としての業績
1962年9月：ローザンヌ音楽院からの指名で、初ののチェンバロの音楽講座を開講。
1975年6月：ジュネーヴ音楽院の高等クラスで初代のチェンバロの音楽教授として、1999年に亡くなるまで後進の指導に当った。
スイス、ドイツ、オーストリア、オーストラリア、イタリアなど、いくつかのマスタークラスを指揮し、ボローニャ、ブルージュ、ライプツィヒ、パリ、ワルシャワなどで行われた多数の国際コンテストの審査員として参加している。

## 演奏家・音楽継承者としての経歴と生涯
- 800以上のコンサート、120以上のレコーディングとCDレコーディングに参加。アメリカ、カナダ、ヨーロッパ、オーストラリアで演奏ツアーを行い、また主要な国際音楽祭に出演した。彼女の協力者には、ハインツ・ホリガー、オーレル・ニコレ、ミッシェル・コルボ、フランク・マーティンらがいた[6]。

- 生涯100以上のレコーディングに参加した。特に注目すべきは、バッハのイギリス組曲とフランク・マーティンのチェンバロ協奏曲の彼女の解釈である。

- 1958年には、スイスの著名な音楽家、マルカル・セルベラ、アンドレワクス・ムートロウ、エドガー・シャン、アンドレルイ、エリックタッピーなどと演奏した。

- 1959年から1967年まで、彼女はエンニオ・ジェレッリが指揮した「クレモナ・カメラータ」とコラボレーションした。この中で、1967年にクラウディオモンテヴェルディの生誕400周年を祝うクレモナとミラノでの5つのコンサートに参加。

- 1961年に、彼女は「ローザンヌバロックアンサンブル」の設立に参加し、アンサンブルのコンサートも数多く行った。有名なフェスティバルにも演奏を依頼されたこともある。ストラスブールで1961年6月23日、次にバール、グリニャン、パリ、サリーエマレ、トゥーレーヌ、ディヴォンヌ、ブリュッセル、ウィーン、最後に1973年9月15日アンブロネで行った。

1966年から1990年にかけて、ブレシアとベルガモによる「ロケストラガスパロディサロ」（アゴスティーノ・オリッツィオの指揮）によるイタリア各地で複数のコンサートに参加した。
1970年以降、長年にわたりハイドンの3つの協奏曲を録音したミシェル・コルボーズが指揮した「アンサンブルボーカルとインストゥルメンタルローザンヌ」の活動に携わっていた。
1975年から1989年まで、特にGDR（ブランケンブルク、ベルリン、ドレスデン、ハレ、ケーテン、ライプツィヒ、ポツダム、ロストック）に参加し、1985年3 月21日にはJ.S.バッハの誕生300年を祝うアイゼナハのでリサイタルを行う栄誉を得ることができた。
1965年から亡くなる1999年にかけて、彼女は2人の著名な音楽家、フルート奏者のオーレル・ニコレとオーボエ奏者のハインツ・ホリガーと共演し、特別なコラボレーションを行った。友人たちに支えられ、150を超えるコンサートと数多くのレコーディングができた。
彼女の死後2002年に、ハインツ・ホリガー（オーボエ奏者）はクリスティアーヌ・ジャコッテを追悼してヴィオラとオーケストラのための協奏曲（レシカント）を作曲し、タベア・ツィンマーマン（ビオラ奏者）に捧げた。「30年間、私たちは一緒に音楽を演奏しました。レシカントは、タベアとクリスティアーヌと一緒に録音したJ.S Bachのトリオソナタから着想しました。この作品には、私にとってとても大切な、偉大な音楽家であるクリスティアーヌへの別れの気持ちを込めました。」と語った。
「私のはじめての詩集に“女神との対面”というタイトルを付けたのは、彼女がグリニャン大学教会でラモーの戯曲を演奏した際の繊細な叙情性を忘れられなかったからです。いつだったかは忘れてしまったが、我々がまだ若いころだった…」とフィリップ・ジャコッテは語っている。